# Guzuman
Guzuman era un districte del sud de la Baixa Mesopotàmia, probablement en territori de Bit Yakin, en mig de les maresmes pantanoses del sud. El 710 aC s'hi va amagar Merodacbaladan, foragitat de Babilònia pels assiris, doncs era un lloc tradicional per fugitius i en altres èpoques fou refugi de perseguits. El lloc oferia un refugi seguir entre pantans i canyars, i els assiris van buscar per la zona però no el van poder trobar.